# Charmoille (La Baroche)
Charmoille (toponimo francese) è una frazione di 326 abitanti del comune svizzero di La Baroche, nel Canton Giura (distretto di Porrentruy).

## Storia

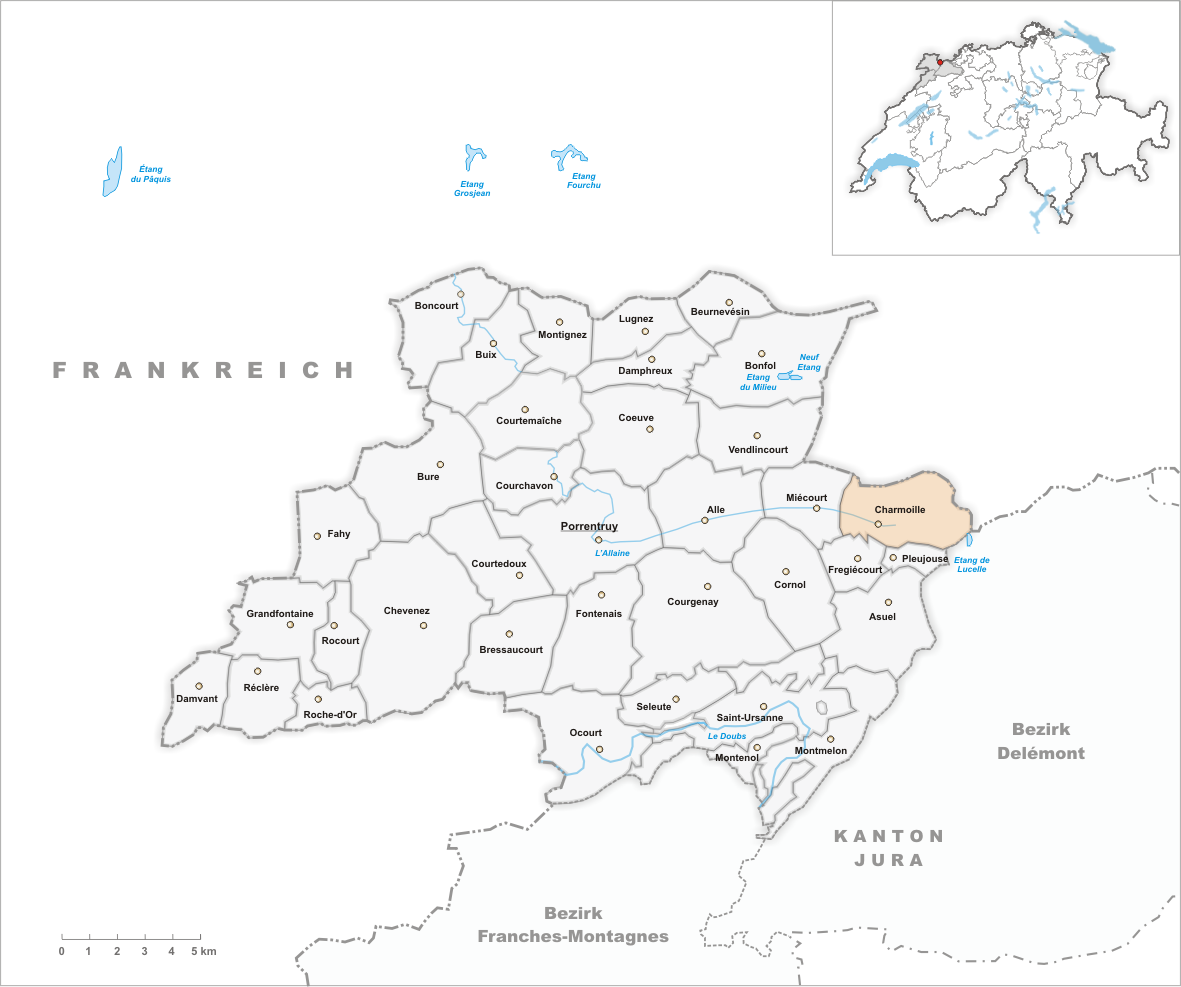
Il territorio del comune di Charmoille prima degli accorpamenti comunali del 2009

Già comune autonomo che si estendeva per 9,20 km², il 1º gennaio 2009 è stato accorpato agli altri comuni soppressi di Asuel, Fregiécourt, Miécourt e Pleujouse per formare il nuovo comune di La Baroche, del quale Charmoille è il capoluogo.

## Monumenti e luoghi d'interesse

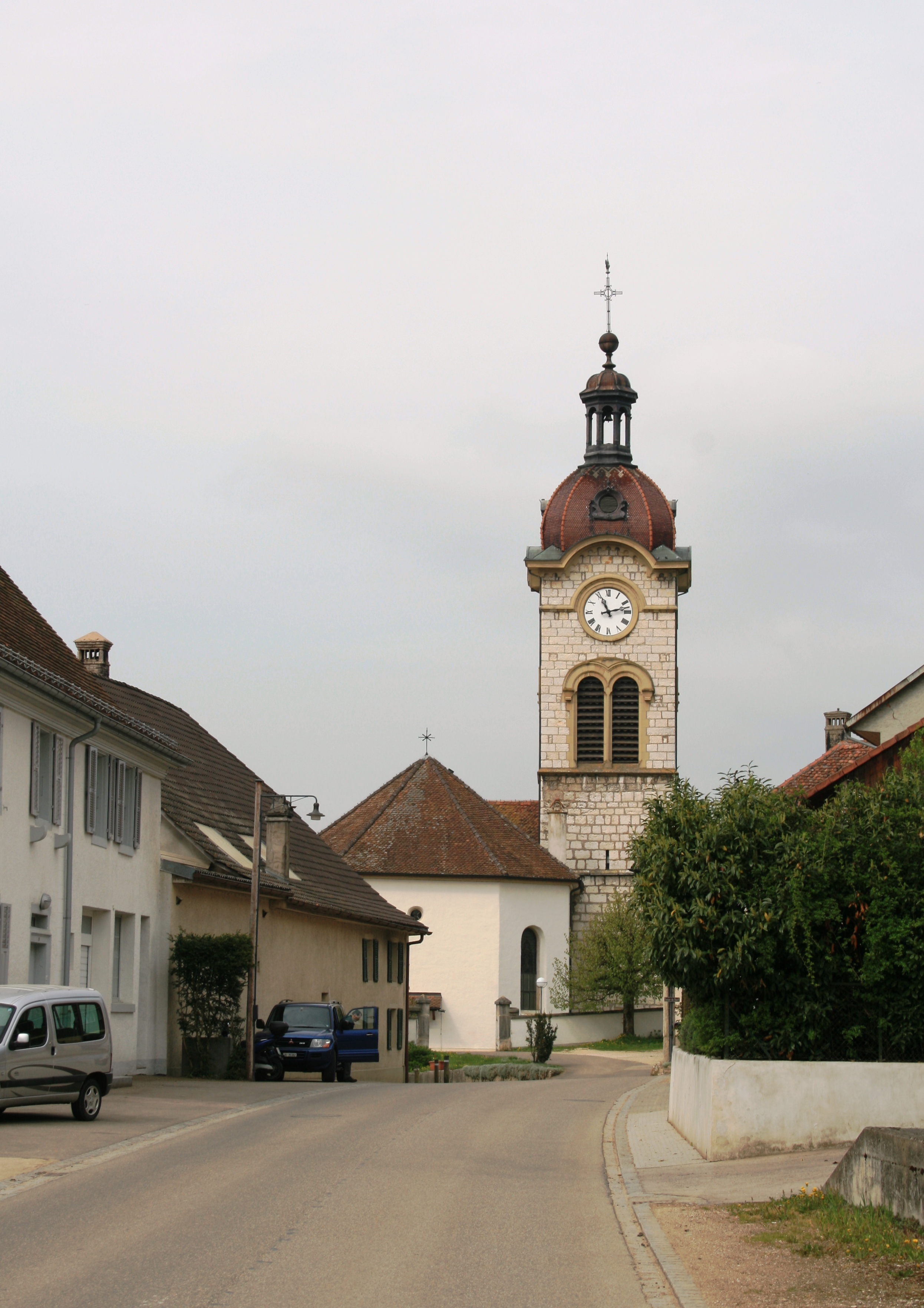
La chiesa di Santo Stefano

- Chiesa cattolica di Santo Stefano, attestata dal 1145[1];
- Ex priorato di Miserez, fondato nel XII secolo e secolarizzato nel XIX secolo[3].

## Società

### Evoluzione demografica
L'evoluzione demografica è riportata nella seguente tabella:
Abitanti censiti

## Amministrazione
Dal 1836 comune politico e comune patriziale erano uniti nella forma del commune mixte.